# 206 Hersilia
Hersilia /hərˈsɪliə/ (định danh hành tinh vi hình: 206 Hersilia) là một tiểu hành tinh khá lớn ở vành đai chính. Nó được xếp loại tiểu hành tinh kiểu C, có nhiều cacbon nguyên thủy và có bề mặt tối. Ngày 13 tháng 10 năm 1879, nhà thiên văn học người Mỹ gốc Đức Christian H. F. Peters phát hiện tiểu hành tinh Hersilia khi ông thực hiện quan sát ở Clinton, New York và đặt tên nó theo tên Hersilia, vợ của Romulus trong thần thoại La Mã.